# Andruw Jones
Andruw Rudolf Jones (Willemstad (Curaçao), 23 april 1977) is een voormalige Curaçaose honkballer. In 2010 uitkomend voor de Chicago White Sox als aangewezen slagman/buitenvelder.
Jones werd geboren op 23 april 1977 op Curaçao als zoon van Carmen en Henry Jones, die een van de beste honkbalspelers van het eiland was in de  jaren zestig en zeventig van de 20ste eeuw. Zijn vader  was zijn belangrijkste coach. Op 11-jarige leeftijd werd hij uitgekozen voor de jeugdselectie om tijdens een toernooi in Japan te spelen. Hij ontwikkelde zich vervolgens tot de topjeugdspeler van Curaçao en kon op verschillende posities spelen vanwege zijn uitzonderlijk krachtige arm. In 1993 werd hij ontdekt door een coach van Atlanta Braves.
Jones wordt gezien als een van de grootste honkballers die Curaçao ooit heeft voortgebracht. Hij staat bekend om zijn uitstekende defensieve kwaliteiten in het veld en zijn power-hitting aan de plaat. Andruw Jones kwam in 2011 uit voor de New York Yankees, zo werd op 20 januari bekendgemaakt. Jones treedt bij de New York Yankees op als 4e buitenvelder/reserve voor alle drie de posities. In deze rol verdiende hij in 2011 2 miljoen dollar (en bij goede prestaties nog eens een 1,2 miljoen extra). Ook in 2012 maakte Jones deel uit van de Yankees, weer voor 2 miljoen dollar.
Op 7 december 2012 tekende hij een eenjarig contract ter waarde van 3,5 miljoen dollar bij Tohoku Rakuten Golden Eagles uit Japan, waar hij speelde in het seizoen 2013-2014.
Sinds februari 2016 is hij speciale assistent bij de Atlanta Braves.

## Minor League
In 1994 begon de lange weg richting de MLB voor Andruw in Rookie League,
waarin hij uitkwam voor de Gulf Coast Braves (27 wedstrijden) en de Danville Braves (36 wedstrijden).
In 1995 speelde Jones een compleet seizoen Single-A voor de Mâcon Braves (139 wedstrijden).
In 1996 ging het snel bergop met zijn carrière, via de single-A Durham Bulls (66 wedstrijden) ging het via de Double-A Greenville Braves (38 wedstrijden) naar Triple-A Richmond Braves (11 wedstrijden).
Daarna maakte hij de stap naar de MLB.

## Major League
Op 15 augustus 1996 debuteert Andruw in Philadelphia tegen de Philadelphia Phillies.
In zijn eerste 4 slagbeurten tegen Curt Schilling komt Andruw niet tot een honkslag.
In de 5e slagbeurt tegen Toby Borland slaat Andruw zijn eerste honkslag en pakt ook zijn eerste RBI mee.
In 1997, Andruws rookieseizoen, werd hij een vaste waarde voor de Braves als verrevelder.
In 1998 verhuisde Andruw na de transfer van Kenny Lofton definitief naar middenvelder. Dat was ook het eerste jaar dat hij zijn eerste van nu in totaal 10 Gold Gloves won.
Topseizoenen tot nu toe zijn 2000 met 199 honkslagen,122 runs en een slaggemiddelde van .303
In 2005 wordt Andruw homerunkoning van de National League met 51 homeruns en slaat ook nog eens 128 Rbi’s binnen.
Na 12 seizoenen in de MLB te zijn uitgekomen voor de Braves kwam er een einde aan de samenwerking.
Op 5 december 2007 tekende Andruw als free-agent een 2-jarig contract ter waarde van 36,2 miljoen dollar bij de Los Angeles Dodgers.Dit contract dient hij niet uit na tegenvallende prestaties. Het openstaande bedrag aan salaris ($21m) wat hij nog moet ontvangen krijgt hij nu vanaf 2009 tot en 2015 verspreid. Op 10 februari 2009 tekende hij een minor-leaguecontract van $500k bij de Texas Rangers met nog eens $500k als hij het mlb team van Texas haalt. Dit gebeurt ook al vrij snel na de spring training. Op 25 november 2009 tekende Jones een eenjarig contract van $500k als aangewezen slagman/rechtsvelder voor de Chicago White Sox. In het seizoen van 2011 speelt hij voor de beroemde New York Yankees. In zijn eerste optreden thuis op 5 april slaat hij meteen een homerun in het Yankee Stadium.

## Play-offs
Aangezien de Atlanta Braves een abonnement hebben op het kampioenschap van de National League-East komt Andruw tot 75 play-off wedstrijden.
De meest memorabele wedstrijd is de 1e World Series wedstrijd in 1996 in New York tegen de New York Yankees.
Andruw slaat in zijn 1e twee slagbeurten een homerun. Met dit feit wordt Andruw de jongste speler die ooit een homerun in een WS-wedstrijd slaat.

## Prijzen
- In 1995 en 1996 grossiert Andruw in prijzen waaronder beide keren speler van het jaar in de Minor League .
- In 1995 volgen ook nog de Silver Slugger Award voor de beste aanvallende speler en de Hank Aaron Award voor de beste slagman.
- 1998-2007 10× Rawlings Gold Glove Award als verrevelder.
- 2000-2006 5× All-Star.
- 4× player of the week & 2× player of the month.

## World Baseball Classic
Jones die altijd al had aangeven te willen uitkomen voor het Nederlands team, maar door het speelschema van de MLB hiervoor nooit de gelegenheid had, debuteerde op 8 maart 2006 tegen Puerto Rico met een 8-3 nederlaag. Op 9 maart volgde nog een 11-2 nederlaag tegen Cuba.
De WBC werd geen groot succes voor Andruw. In de eerste twee duels kwam hij in zes slagbeurten tot geen enkele honkslag. Hierna liep hij ook nog een kwetsuur aan zijn rug op, waardoor hij de derde wedstrijd moest missen.

## MLB-statistieken
| Wedstrijden     | 2102 |
| Slagbeurten     | 7366 |
| Runs            | 1177 |
| Hits            | 1887 |
| 2 Honkslagen    | 376  |
| 3 Honkslagen    | 36   |
| Homeruns        | 420  |
| RBI's           | 1255 |
| Gestolen Honken | 152  |
| Slaggemiddelde  | .256 |

Stats bijgewerkt tot en met 19-01-12
- Bibsys: 9050091
- International Standard Name Identifier: 0000 0004 4884 988X
- Library of Congress Control Number: n00089176
- Nederlandse Thesaurus van Auteursnamen: 271491655
- Virtual International Authority File: 229844707
- WorldCat: E39PBJc83gykfPcWhPW9TQmw4q